# La Flèche Wallonne 1994
Das La Flèche Wallonne 1994 war die 58. Austragung der La Flèche Wallonne und fand am 20. April 1994 statt. Die Gesamtdistanz des Rennens betrug 205,5 Kilometer. Der Sieger wurde Moreno Argentin vor Giorgio Furlan und Jewgeni Berzin.
Legendär ist diese Austragung, weil die ersten drei Plätze von Fahrern eines Teams, Gewiss-Ballan, belegt wurden. Dieses Team wurde mit Doping in Zusammenhang gebracht und vom Sportmediziner Michele Ferrari, Spitzname „Dottore Epo“ betreut. Knapp 70 km vor Ende des Rennens bei der vorletzten Passage der Mur de Huy fuhren die Fahrer Moreno Argentin, Giorgio Furlan und Jewgeni Berzin an der Spitze des Feldes und fuhren so schnell, dass keiner den dreien folgen konnte. Bis zum Ziel mühten sich die Verfolger, unter anderem Lance Armstrong, Claudio Chiappucci und Gianni Bugno, die Ausreißer wieder einzuholen – ohne Erfolg. Interessanterweise sind 8 der ersten 10 Fahrer Italiener und bis auf Ronan Pensec fuhren alle für italienische Radsportteams.
Einige Tage nach dem Rennen gab Michele Ferrari ein Interview in der französischen Sportzeitschrift L’Équipe und sagte, dass bei korrekter Dosierung von Epo keine große Gefahr ausgehe: „Es ist genauso gefährlich, zehn Liter Orangensaft zu trinken“.

## Teilnehmende Mannschaften
| Gewiss-Ballan Team Polti-Vaporetto Mapei-CLAS Mercatone Uno-Medeghini | Carrera Jeans-Tassoni GB-MG Boys Maglificio-Technogym Novemail-Histor-Laser Computer Motorola | Brescialat-Refin Wordperfect Team Telekom Lotto–Vetta–Caloi | Castorama TVM-Bison Kit Festina-Lotus ONCE | GAN Banesto Jolly Componibili-Cage Collstrop-Willy Naessens |

## Ergebnis
| Rang | Fahrer               | Team                           | Zeit       |
| ---- | -------------------- | ------------------------------ | ---------- |
| 1    | Moreno Argentin      | Gewiss-Ballan                  | 4h 56' 00" |
| 2    | Giorgio Furlan       | Gewiss-Ballan                  | + 0"       |
| 3    | Evgeni Berzin        | Gewiss-Ballan                  | + 22"      |
| 4    | Gianni Bugno         | Team Polti-Vaporetto           | + 1' 14"   |
| 5    | Stefano Della Santa  | Mapei-CLAS                     | + 1' 14"   |
| 6    | Francesco Casagrande | Mercatone Uno-Mendeghini       | + 1' 23"   |
| 7    | Claudio Chiappucci   | Carrera Jeans-Tassoni          | + 1' 23"   |
| 8    | Davide Cassani       | GB-MG Maglificio               | + 1' 29"   |
| 9    | Ronan Pensec         | Novemail-Histor-Laser Computer | + 1' 35"   |
| 10   | Marco Giovannetti    | Mapei-CLAS                     | + 1' 39"   |